# 加拉奇帕烏帕齊拉
加拉奇帕乌帕齐拉是孟加拉国博杜阿卡利縣的一个乌帕齐拉，位於巴里薩爾专区的博杜阿卡利縣。。

## 人口
據1991年孟加拉國人口普查，加拉奇帕共有戶數49,982戶，人口286,307人。其中男性佔比51.36%，女性佔比48.64%；成年人口137,818人。該地7歲以上人口之平均識字率為29.4%。